# Wilhelm Macke

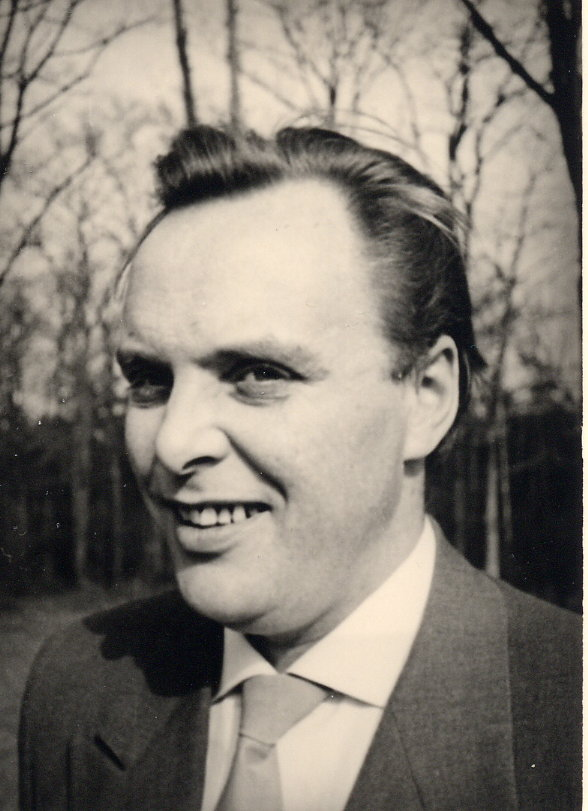
Wilhelm Macke in Sachsen im Jahr 1959

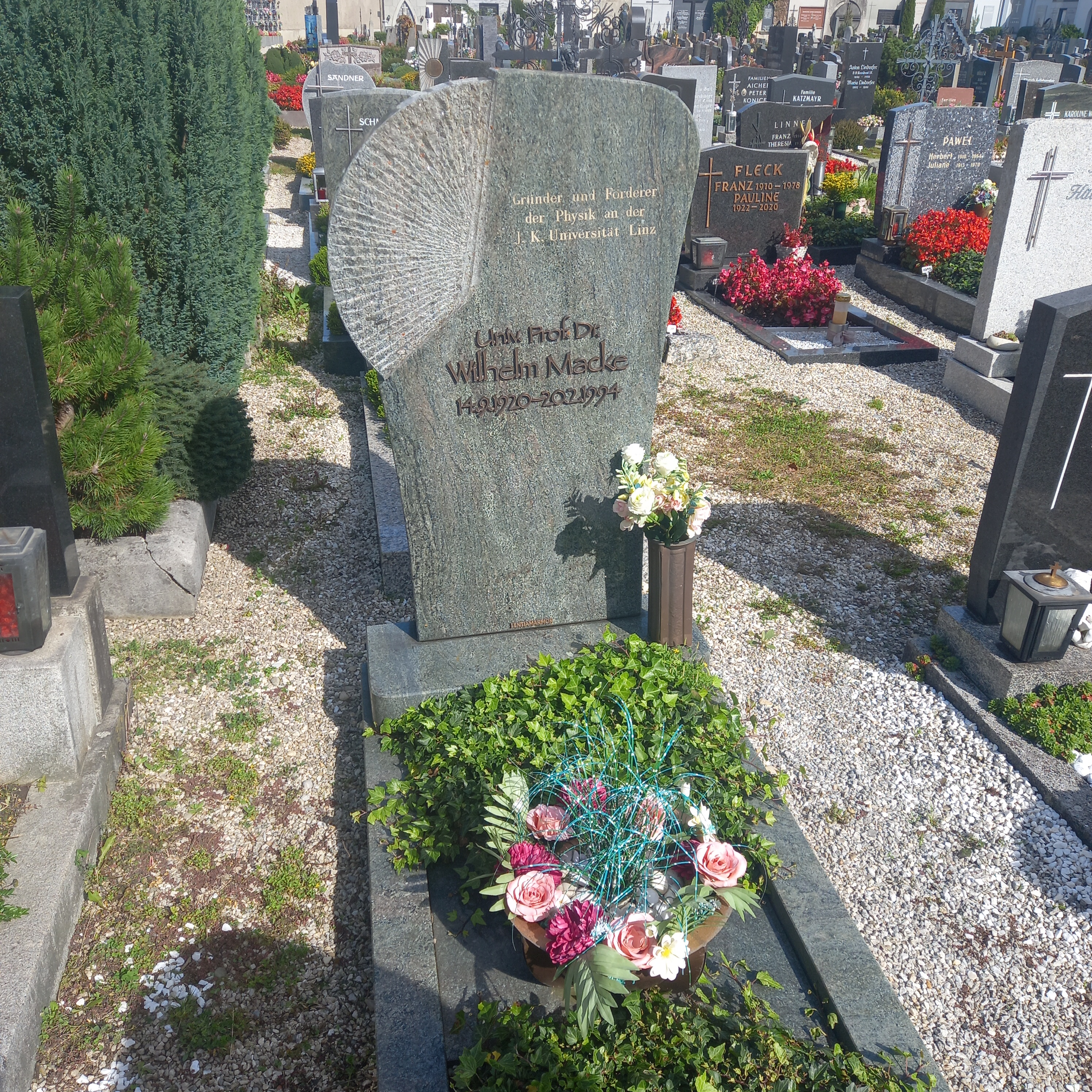
Das Grab von Wilhelm Macke auf dem Pfarrfriedhof Urfahr in Linz

Wilhelm Macke (* 14. September 1920 in Hannover; † 20. Februar 1994 in Linz) war ein deutscher und österreichischer theoretischer Physiker. Er war Professor für Theoretische Physik an der TU Dresden und an der Johannes Kepler Universität in Linz an der Donau.

## Leben und Werk
Macke machte sein Abitur 1938 in Hannover und leistete danach Arbeitsdienst und Wehrdienst. Er studierte ab 1943 Physik in Leipzig, wo er sein Vordiplom ablegte und Hilfsassistent von Friedrich Hund war. Nach dem Zweiten Weltkrieg setzte er sein Studium an der Universität Göttingen fort, wo er 1949 bei Werner Heisenberg promoviert wurde. 1951/52 war er dort Assistent (Max-Planck-Institut für Physik). Er war als Student der letzte persönliche Stipendiat von Max Planck. 1953 habilitierte er sich an der TH Hannover (Zum relativistischen Zweikörperproblem der Quantenmechanik), an der er 1950/51 eine Lehrstuhlvertretung für Theoretische Physik hatte. 1952 bis 1954 baute er in São Paulo das Institut für Theoretische Physik mit auf.
1954 wurde Macke Professor an der TU Dresden, wo er Mitgründer sowohl des Instituts für Theoretische Physik als auch 1955 des Instituts für Allgemeine Kerntechnik sowie der Fakultät für Kerntechnik war, die er als Dekan leitete (der Fachbereich bestand bis 1962). 1958 heiratete Macke seine Studentin Friederike Seifert, die später seine Assistentin wurde. Von 1958 bis 1963 schrieb er ein sechsbändiges Lehrbuch der Theoretischen Physik, das es in den 1960er Jahren zur 3. Auflage brachte. Vier dieser Bände behandeln in konsistenter Nomenklatur die Grundlagen der gesamten Theoretischen Physik.
1963, also mit 43 Jahren, hatte Macke ein Lebenswerk beendet und wollte sich auf die Forschung stürzen, aber nach dem Bau der Berliner Mauer 1961 gab es keine Möglichkeit mehr, zu Kongressen ins westliche Ausland zu reisen, obwohl man ihm das bei seiner Berufung vertraglich zugesichert hatte. Diese Tatsache und die Leere, die sich oft nach intensiver Arbeit ergibt, führten zu einem Burn-out; Macke musste sich in ärztliche Behandlung begeben. Als er geheilt an die Uni zurückkehrte und seine Meinung zur DDR-Regierung öffentlich äußerte (z. B. in der Vorlesung), begannen die Schikanen. Er hatte beispielsweise zwei Physik-Studenten (Frank Rieger, Georg Köhler), die mit anderen Physikstudenten 1963 Kritik an SED Kadern geübt hatten, entgegen offiziellen Anweisungen (die erst „Bewährung“ in der Produktion vorsahen) den Studienabschluss ermöglicht. Er wurde nun mit freundlichen Dankschreiben aus einem öffentlichen Amt nach dem anderen entlassen. Als er seinen Direktorsposten mit zwei Kollegen teilen musste, brachte dies das Fass zum Überlaufen. Er ließ sich von einem Arzt Arbeitsunfähigkeit bescheinigen und beantragte eine Pensionierung krankheitshalber, und die wurde gewährt.
Das Ehepaar Macke suchte daraufhin um Ausreisegenehmigung an, wie ein Freund ihnen geraten hatte. Und tatsächlich erreichte sie 1968, nach zweieinhalb Jahren Warten, ein Anruf: Für euch liegen Pässe und Visa bereit, ihr habt binnen sechs Wochen mit aller beweglichen Habe die Republik zu verlassen! Und das taten sie natürlich – vermutlich war das System froh, einen unbequemen Menschen loszuwerden. Sie fuhren nach Hannover, wo Macke eine Art Gastprofessur für Theoretische Physik an der Technischen Hochschule erhielt.
In Dresden hatte Macke eine Schule statistischer Physik gegründet, zu der unter anderem Helmut Eschrig, Paul Ziesche und Gerd Röpke zählten. Weitere frühe Vertreter der Statistischen Physik in der DDR waren Klaus Fuchs, Mackes Kollege an der TU Dresden, und Hans Falkenhagen in Rostock.
1969 wurde Macke an die neugegründete Hochschule für Sozial- und Wirtschaftswissenschaften in Linz (später Johannes Kepler Universität Linz) berufen, wo er als erster Professor der Physik das Studium der Physik aufzubauen begann. Seine wissenschaftliche Tätigkeit lag unter anderem auf dem Gebiet der Vielteilchentheorie von Elektronen (aber auch auf anderen Gebieten wie Quantenelektrodynamik und Kernphysik), seine Leidenschaft galt jedoch der Ausbildung der Studenten; er war ein begnadeter Lehrer (und gefürchteter Prüfer). Prüfungen führte er mündlich als Einzelprüfungen ohne Zuhörer an einem kleinen Tisch in seinem Büro durch und dämpfte seine Zigarette oft erst am Beginn der Prüfung aus. Seine engagierten Vorlesungen blieben seinen Hörern unvergesslich; so hatten manche den Eindruck, dass es ihm gelang, die Maxwell-Gleichungen überzeugend abzuleiten, obwohl das nicht wirklich möglich ist.
In seinem 6-bändigen Lehrbuch der Theoretischen Physik hat er es geschafft, auf jeder Doppelseite eine Handvoll Schlüsselworte und wenige weitere ergänzend durch Fettdruck hervorzuheben, dass sie für sich als Epitext gelesen, einen grammatikalisch korrekten, zusammenfassenden Merksatz ergeben. Ähnlich sind die Titelseiten der Bücher mit einem fetten Kernwort gestaltet. Fand er zu Beginn der Vorlesung einmal eine schon beschriebene Tafel vor, erwartete er das Löschen von Studentenseite. In gut leserlicher Schrift arbeitete er sich bei akzentuierter sprachlicher Ausführung an der grünen Schiebetafel von links oben nach rechts unten, grenzte beschriebene Teilflächen knapp mit einem Kreidestrich ein, um knapp daneben die nächsten Ableitungen anzustellen. Nach zweimal 45 Minuten (und Pause) hinterließ er (in Linz in den 1970ern) flächendeckend beschriebene Tafeln ohne viel grafische Übersicht.
Auch als in der Öffentlichkeit 1978 die Inbetriebnahme des Kernkraftwerks Zwentendorf breit zum Thema wurde, würgte er eine durch einen Studienrichtungsvertreter begonnene Diskussion am Beginn einer Vorlesung, zu der er ein paar Minuten zu spät erschien, rasch ab. Allerdings prangte wenig später seine Unterschrift österreichweit auf Plakatwänden und Zeitungsinseraten, als einer von etwa 15 "Wissenschaftler für (Kernkraft)" um für ein Pro bei der Volksabstimmung im November zu werben.
An der Universität Linz gibt es eine Wilhelm Macke Stiftung zur Förderung von Studierenden und Absolventen der Physik der Universität. Sie wurde aus Mackes Nachlass gegründet und vergibt Preise und Stipendien.

## Ehrungen
- Von 1958 bis 1964 war Macke im Vorstand der Physikalischen Gesellschaft der DDR.
- Im März 1991 fand an der TU Dresden ein Kolloquium zu seinen Ehren statt.

## Schriften

### Fachartikel
- Struktur der Kräfte im Atomkern. In: Physikalische Blätter. Band 15, Nr. 2, 1959, S. 55–64, doi:10.1002/phbl.19590150202.
- Anschaulichkeit und Abstraktion beim Erkenntnisprozeß der Physik. In: Physikalische Blätter. Band 17, Nr. 11, 1961, S. 493–500, doi:10.1002/phbl.19610171101.
- Grundlagen und Ergebnisse der Quantenelektrodynamik. In: Physikalische Blätter. Band 11, Nr. 1, 1955, S. 15–25, doi:10.1002/phbl.19550110104 (Habilitationsvortrag Universität Hannover).
- Grundlagen und Ergebnisse der Quantenelektrodynamik II. In: Physikalische Blätter. Band 11, Nr. 2, 1955, S. 55–64, doi:10.1002/phbl.19550110202.
- Kernmodelle und ihre physikalische Bedeutung. In: Physikalische Blätter. Band 13, Nr. 12, 1957, S. 538–550, doi:10.1002/phbl.19570131203.

### Bücher
- Die Lehrbuchreihe Ein Lehrbuch der Theoretischen Physik. Leipzig, Akademische Verlagsgesellschaft Geest und Portig:
  - Band 1, Mechanik der Teilchen, Systeme und Kontinua, 3. Auflage 1967
  - Band 2, Wellen, 2. Auflage 1962
  - Band 3, Quanten, 3. Auflage 1965
  - Band 4, Elektromagnetische Felder, 3. Auflage 1965
  - Band 5, Thermodynamik und Statistik, 3. Auflage 1967
  - Band 6, Quanten und Relativität, 2. Auflage 1965